# 水野清一
水野 清一（みずの せいいち、1905年3月24日 - 1971年5月25日）は、日本の考古学者。学位は、文学博士（京都大学・1962年）（学位論文「雲岡石窟系譜」）。京都大学名誉教授。

## 経歴

### 戦前
1905年、兵庫県神戸市で生まれた。京都帝国大学文学部史学科に入学し、濱田耕作の下で学んだ。1928年に同大学を卒業。卒業後は、東亜考古学会の留学生として1940年4月より北京に留学した。
1961年に帰国し、同年1月より東方文化学院京都研究所に研究員として勤務した。1938年に学院が改組されると、東方文化研究所助教授。研究所では、中国彫塑芸術の研究をテーマとして、引き続き濱田耕作の指導を受けた。また、同僚の長廣敏雄らと共に研究所が1936年から終戦まで華北で進めた龍門石窟、山西省大同市での雲崗の発掘調査などに従事した。

### 戦後
戦後、1949年に京都大学人文科学研究所が設立されると同研究所の教授となった。戦前に調査した中国の石窟寺院を調査研究をまとめ、1952年には共同研究『雲岡石窟』を刊行した。1962年、文学博士の学位を取得。1969年から7次にわたって「京都大学イラン・アフガニスタン・パキスタン学術調査隊」が組織された際には、調査隊を率いた。1968年に京都大学を定年退官し、名誉教授となった。1971年、肝硬変のため死去。

## 受賞・栄典
- 1951年：朝日賞を受賞。雲岡の研究に対して。
- 1952年：日本学士院賞・恩賜賞受賞。『雲岡石窟』に対して。

## 研究内容・業績
戦前は東方文化研究所の研究員として中国での調査に関わった。『雲岡石窟』の成果は高く評価されている。
戦後は大陸での調査の機会を失ったことから、当初は沖ノ島や壱岐など朝鮮半島や大陸文化の影響のある地域の研究を行ったが、次第に「京都大学イラン・アフガニスタン・パキスタン学術調査隊」の活動等を通して中央アジア地域の調査を進めていった。

## 著作

### 著書
- 『雲岡石窟とその時代』(支那歴史地理叢書)冨山房 1939
  - 改訂版(創元選書) 創元社 1952
  - 中国語版 科学出版社 2014
- 『雲岡石佛群』(東方文化研究所雲岡石窟調査概報) 朝日新聞社 1944
- 『東亜考古学の発達』(古文化叢刊) 大八洲出版 1948
- 『殷周 青銅器と玉』 日本経済新聞社 1959
- 『中国の彫刻 石仏・金銅仏』 日本経済新聞社 1960
- 『陶器全集25 唐三彩』 平凡社 1961
- 『日本の美術4 法隆寺』 平凡社 1965
- 『中国の仏教美術』 平凡社 1968、復刊 1990

### 共著編
- 『内蒙古・長城地帯』(東方考古学叢刊) 江上波夫共編 東亜考古学会 1935
- 『河北磁県・河南武安響堂山石窟』長廣敏雄共編 東方文化学院京都研究所 1937
- 『赤峰紅山後 満洲国熱河省赤峰紅山後先史遺蹟』浜田耕作共編 東亜考古学会 1939
- 『龍門石窟の研究』長廣敏雄と共編、座右宝刊行会 1941 / 復刻版 同朋舎 1980
- 『河南洛陽竜門石窟の研究』(東方文化研究所研究報告) 長廣敏雄と共編 座右宝刊行会 1941
- 『蒙疆に於ける最近の考古学的発見』(大東亜学術叢誌) 日比野丈夫共編 大和書院 1943
- 『羊頭窪 関東州旅順鳩湾内における先史遺蹟』(東方考古学叢刊) 金関丈夫・三宅宗悦共編 東亜考古学会 1943
- 『万安北沙城 蒙彊万安県北沙城及び懐安漢墓』東方考古学叢刊 東亜考古学会 1946
- 『雲岡石窟 西暦五世紀における仏教寺院の考古学的調査報告』長廣敏雄と編者代表 京都大学人文科学研究所 1951-56
  - 『雲岡石窟』岡村秀典 総合監修 国書刊行会 2014-2017[8][9]
- 『世界陶磁全集 8・中国上代編』 座右宝刊行会編 河出書房 1955
- 『世界陶磁全集 9・隋唐篇』 座右宝刊行会編 河出書房 1956
- 『山西古蹟志』(京都大学人文科学研究所研究報告) 日比野丈夫と編者代表 中村印刷出版部 1956
- 『世界考古学大系6・東アジアⅡ(殷周時代)』平凡社 1958
- 『世界陶磁全集 日本古代編1』 座右宝刊行会 河出書房新社 1958
- 『中国の名画7・漢代の絵画』 平凡社 1958
- 『中国の名画9・敦煌の壁画』 常書鴻編、水野清一訳・解説 平凡社 1958
- 『図解考古学辞典』 小林行雄共編 東京創元社 1959
- 『図説世界文化史大系20(日本1)』 角川書店 1960
- 『世界考古学大系8(南アジア)』 平凡社 1961
- 『世界考古学大系16(研究法・索引)』 江上波夫共編 平凡社 1962
- 『世界美術全集13 中国Ⅱ(秦・漢)』角川書店 1962
- 『ハイバクとカシュミルースマスト 1960』(アフガニスタンとパキスタンにおける石窟寺院の調査』
京都大学イラン・アフガニスタン・パキスタン学術調査隊編 京都大学 1962[10]
- 『東洋の歴史1 中国文化の成立』人物往来社 1966
  - 『中国文明の歴史1』中公文庫 2001
- 『世界の文化 15 西域』 座右宝刊行会 河出書房新社 1966
- 『ハザールースムとフィールーハーナ 1962』 京都大学イラン・アフガニスタン・パキスタン学術調査隊共編 京都大学 1967[11]
- 『東洋美術 5巻・銅器』 朝日新聞社 1968
- 『ドゥルマン・テペとラルマ』(アフガニスタンにおける仏教遺跡の調査 1963-1965) 京都大学 1968
- 『メハサンダ』(パキスタンにおける仏教寺院の調査 1962-1967) 京都大学イラン・アフガニスタン・パキスタン学術調査隊共編 京都大学 1969
- 『バサーワルとジェラーラーバード＝カーブル』(アフガニスタン東南部における仏教石窟と仏塔の調査 1965)京都大学イラン・アフガニスタン・パキスタン学術調査隊共編 京都大学 1971
- 『タレリ』(ガンダーラ仏教寺院址の発掘報告 1963-1967) 樋口隆康共編 同朋舎 1978

## 資料
- 「水野清一」『日本美術年鑑』昭和47年版, 84頁 東京文化財研究所アーカイブ
- 『水野清一博士追憶集』同刊行会刊 1973. 非売品
- 『東方学回想 Ⅸ 先学を語る6』刀水書房, 2000.
  - 「先学を語る―水野清一博士」『東方学』1988年1月. 座談会での門下生達の回想。年譜・書誌を含む。